# Lastras de Teza
Lastras de Teza es una localidad del municipio burgalés de Valle de Losa, en la Comunidad Autónoma de Castilla y León (España). 

## Localidades limítrofes
Confina con las siguientes localidades:
- Al este con Teza de Losa.
- Al sureste con San Martín de Losa.
- Al suroeste con San Llorente.
- Al noroeste con Quincoces de Yuso.

## Demografía
Evolución de la población
| Gráfica de evolución demográfica de Lastras de Teza entre 2000 y 2017 |
|                                                                       |
| Población de derecho (2000-2017) según el padrón municipal del INE    |

## Historia
Así se describe a Lastras de Teza en el tomo X del Diccionario geográfico-estadístico-histórico de España y sus posesiones de Ultramar, obra impulsada por Pascual Madoz a mediados del siglo XIX:

Aldea en la provincia, diócesis, audiencia territorial y capitanía general de Burgos (17 leguas), partido judicial de Villarcayo (5 ½) y ayuntamiento titulado de la junta de Villalba de Losa (1). Situada en un llano con exposición al mediodía, al pie de una elevada cordillera que divide esta provincia de las Vascongadas en el valle de Losa primera línea de Castilla; su clima es frío; reinan principalmente los vientos N y NO, siendo los cólicos y pulmonías las enfermedades que se padecen con más frecuencia. Tiene 13 casas de mediana construcción y pocas comodidades; una iglesia parroquial (Nuestra Señora de la Concepción) con cementerio contiguo y al NO de la misma, servida por un cura párroco y un sacristán, cuyo curato se provee por el ordinario en hijos patrimoniales; y últimamente una fuente natural a distancia de unos 3.000 pies de la población, de cuyas aguas cristalinas, saludables y de exquisito gusto, se surten en verano los vecinos para beber y demás usos, verificándolo en invierno de otras de igual calidad que aquellas, traídas por un acueducto artificial de 25 a 30 pies de profundidad, practicado en peña viva. Confina con los términos de Teza, San Llorente y Quincoces de Yuso. El terreno compuesto más de losa que de miga es muy secano no obstante corre por él dos arroyos uno por el N y otro por el S; este nace en Valcortes, y va a desaguar en el río llamado Rio-seria; hay varias y abundantes canteras de piedra, y en la expresada cordillera que se halla al N, se ven montes poblados de hayas, robles y matas, y una fuente. Caminos: pasa por la población el que dirige a las montañas de Santander a Rioja, Álava y Navarra; y por el O el que conduce de Castilla a Bilbao, bajando por la peña de Angulo, el cual es bastante escabroso. Producciones: trigo, cebada, yeros, habas, titos y avena, ganado lanar, vacuno y caballar, y caza de codornices y alguna liebres. Industria: la agrícola. Población: 6 vecinos, 23 almas. Capital productivo: 377.120 reales. Imponible: 36.524.
Diccionario geográfico-estadístico-histórico de España y sus posesiones de Ultramar